# پوماکانچا
پوماکانچا (به اسپانیایی: Pumacancha) یک کوه در پرو است که در Peru, Cusco Region, Paucartambo Province واقع شده‌است. پوماکانچا ۴٬۵۴۷٫۹ متر بالاتر از سطح دریا واقع شده‌است.